# Acorypha v-plagiata
Acorypha v-plagiata är en insektsart som först beskrevs av Bruner, L. 1910.  Acorypha v-plagiata ingår i släktet Acorypha och familjen gräshoppor. Inga underarter finns listade i Catalogue of Life.